# Championnat de Bolivie de football 1999
Navigation
Saison précédente Saison suivante
La saison 1999 du Championnat de Bolivie de football est la vingt-cinquième édition du championnat de première division en Bolivie. Le championnat est scindé en deux tournois saisonniers dont les deux vainqueurs s'affrontent en finale pour le titre national.
C'est Club Blooming, tenant du titre, qui remporte à nouveau la compétition cette saison après avoir battu The Strongest La Paz en finale nationale. C'est le troisième titre de champion de Bolivie de l'histoire du club.

## Qualifications continentales
Le club vainqueur du championnat se qualifie pour la prochaine édition de la Copa Libertadores accompagné par le club battu en finale nationale. De plus, un autre club se qualifie pour la Copa CONMEBOL 1999. Une troisième place est attribuée au vainqueur du barrage entre le finaliste du tournoi Ouverture et le deuxième de l'Hexagonal du tournoi Clöture.

## Les clubs participants
| - Jorge Wilstermann Cochabamba - San José Oruro - Oriente Petrolero - Bolivar La Paz - Club Blooming - Destroyers Santa Cruz | - Real Santa Cruz - Real Potosi - Unión Tarija - Promu de Primera B - The Strongest La Paz - Club Independiente Petrolero - Club Deportivo Guabirá |

## Compétition
Le barème utilisé pour établir l'ensemble des classements est le suivant :
- Victoire : 3 points
- Match nul : 1 point
- Défaite : 0 point

### Tournoi Ouverture
| Rang | Équipe                       | Pts | J  | G  | N  | P  | Bp | Bc | Diff |
| ---- | ---------------------------- | --- | -- | -- | -- | -- | -- | -- | ---- |
| 1    | Club BloomingT               | 44  | 22 | 14 | 2  | 6  | 47 | 20 | +27  |
| 2    | Bolívar La Paz               | 37  | 22 | 9  | 10 | 3  | 40 | 23 | +17  |
| 3    | Real Potosí                  | 33  | 22 | 9  | 6  | 7  | 37 | 36 | +1   |
| 4    | Unión TarijaP                | 31  | 22 | 8  | 7  | 7  | 37 | 33 | +4   |
| 5    | Club Independiente Petrolero | 31  | 22 | 9  | 4  | 9  | 40 | 39 | +1   |
| 6    | Real Santa Cruz              | 31  | 22 | 9  | 4  | 9  | 35 | 49 | -14  |
| 7    | Club Deportivo Guabirá       | 30  | 22 | 7  | 9  | 6  | 37 | 42 | -5   |
| 8    | San José Oruro               | 29  | 22 | 9  | 2  | 11 | 35 | 37 | -2   |
| 9    | Jorge Wilstermann Cochabamba | 29  | 22 | 8  | 5  | 9  | 41 | 44 | -3   |
| 10   | Oriente Petrolero            | 26  | 22 | 7  | 5  | 10 | 35 | 36 | -1   |
| 11   | The Strongest La Paz         | 25  | 22 | 7  | 4  | 11 | 33 | 35 | -2   |
| 12   | Destroyers Santa Cruz        | 19  | 22 | 5  | 4  | 13 | 33 | 56 | -23  |

### Tournoi de clôture

#### Première phase
| Rang | Équipe                       | Pts | J  | G | N | P | Bp | Bc | Diff |
| ---- | ---------------------------- | --- | -- | - | - | - | -- | -- | ---- |
| 1    | The Strongest La Paz         | 22  | 12 | 7 | 1 | 4 | 21 | 16 | +5   |
| 2    | Real Potosí                  | 21  | 12 | 7 | 0 | 5 | 20 | 22 | -2   |
| 3    | Club BloomingT               | 20  | 12 | 5 | 5 | 2 | 24 | 13 | +11  |
| 4    | Jorge Wilstermann Cochabamba | 17  | 12 | 5 | 2 | 5 | 27 | 19 | +8   |
| 5    | Club Deportivo Guabirá       | 10  | 12 | 3 | 1 | 8 | 11 | 17 | -6   |
| 6    | Destroyers Santa Cruz        | 5   | 12 | 1 | 2 | 9 | 13 | 37 | -24  |

| Rang | Équipe                       | Pts | J  | G | N | P | Bp | Bc | Diff |
| ---- | ---------------------------- | --- | -- | - | - | - | -- | -- | ---- |
| 1    | Bolívar La Paz               | 26  | 12 | 8 | 2 | 2 | 23 | 10 | +13  |
| 2    | Unión TarijaP                | 22  | 12 | 7 | 1 | 4 | 24 | 17 | +7   |
| 3    | Club Independiente Petrolero | 20  | 12 | 6 | 2 | 4 | 20 | 17 | +3   |
| 4    | Real Santa Cruz              | 16  | 12 | 5 | 1 | 6 | 12 | 13 | -1   |
| 5    | Oriente Petrolero            | 16  | 12 | 4 | 4 | 4 | 11 | 14 | -3   |
| 6    | San José Oruro               | 10  | 12 | 3 | 1 | 8 | 12 | 23 | -11  |

#### Phase finale
| Rang | Équipe                       | Pts | J  | G | N | P | Bp | Bc | Diff |
| ---- | ---------------------------- | --- | -- | - | - | - | -- | -- | ---- |
| 1    | The Strongest La Paz         | 21  | 10 | 6 | 3 | 1 | 17 | 10 | +7   |
| 2    | Bolívar La Paz               | 19  | 10 | 6 | 1 | 3 | 15 | 4  | +11  |
| 3    | Club Blooming                | 16  | 10 | 5 | 1 | 4 | 17 | 13 | +4   |
| 4    | Unión Tarija                 | 16  | 10 | 5 | 1 | 4 | 13 | 15 | -2   |
| 5    | Real Potosí                  | 8   | 10 | 2 | 2 | 6 | 8  | 16 | -8   |
| 6    | Club Independiente Petrolero | 5   | 10 | 1 | 2 | 7 | 12 | 24 | -12  |

- Bolivar La Paz est directement qualifié pour la Copa Libertadores car il a à la fois terminé à la 2e place du tournoi Ouverture et à la 2e place de l'Hexagonal.

### Finale du championnat
| Équipe 1             | Résultat | Équipe 2      | Aller | retour |
| -------------------- | -------- | ------------- | ----- | ------ |
| The Strongest La Paz | 4 - 6    | Club Blooming | 2 - 3 | 2 - 3  |

### Relégation
Un classement sur l'ensemble des deux phases régulières de la saison est réalisé. Le dernier est directement relégué, l'avant-dernier doit disputer un barrage de promotion-relégation face au deuxième du Torneo Simon Bolivar, la deuxième division bolivienne.
| Rang | Équipe                       | Pts | J  | G  | N  | P  | Bp | Bc | Diff |
| ---- | ---------------------------- | --- | -- | -- | -- | -- | -- | -- | ---- |
| 1    | Club Blooming                | 64  | 34 | 19 | 7  | 8  | 71 | 33 | +38  |
| 2    | Bolivar La Paz               | 63  | 34 | 17 | 12 | 5  | 63 | 33 | +30  |
| 3    | Real Potosi                  | 54  | 34 | 16 | 6  | 12 | 57 | 58 | -1   |
| 4    | Unión Tarija                 | 53  | 34 | 15 | 8  | 11 | 61 | 50 | +11  |
| 5    | Club Independiente Petrolero | 51  | 34 | 15 | 6  | 13 | 60 | 56 | +4   |
| 6    | The Strongest La Paz         | 47  | 34 | 14 | 5  | 15 | 54 | 51 | +3   |
| 7    | Real Santa Cruz              | 47  | 34 | 14 | 5  | 15 | 47 | 62 | -15  |
| 8    | Jorge Wilstermann Cochabamba | 46  | 34 | 13 | 7  | 14 | 68 | 63 | +5   |
| 9    | Oriente Petrolero            | 42  | 34 | 11 | 9  | 14 | 46 | 50 | -4   |
| 10   | Club Deportivo Guabirá       | 40  | 34 | 10 | 10 | 14 | 48 | 59 | -11  |
| 11   | San José Oruro               | 39  | 34 | 12 | 3  | 19 | 47 | 60 | -13  |
| 12   | Destroyers Santa Cruz        | 24  | 34 | 6  | 6  | 22 | 46 | 93 | -47  |

#### Barrage de promotion-relégation
| Équipe 1            | Résultat      | Équipe 2            | Aller | retour |
| ------------------- | ------------- | ------------------- | ----- | ------ |
| San José Oruro (D1) | 2 - 2 3-4 tab | (D2) Mariscal Braun | 1 - 0 | 1 - 2  |

## Bilan de la saison
| Championnat de Bolivie de football 1999 |                              |
| Champion                                | Club Blooming (3e titre)     |
| Qualifications continentales            |                              |
| Copa Libertadores 2000                  | Club Blooming                |
| Copa Libertadores 2000                  | The Strongest La Paz         |
| Copa Libertadores 2000                  | Bolivar La Paz               |
| Copa CONMEBOL 1999                      | Club Independiente Petrolero |
| Promotions et relégations               |                              |
| Promus en Primera A                     | Mariscal Braun               |
| Promus en Primera A                     | Atlético Pompeya             |
| Relégués en Torneo Simon Bolívar        | San José Oruro               |
| Relégués en Torneo Simon Bolívar        | Destroyers Santa Cruz        |